# Parpholema
Parpholema is een geslacht van vliesvleugeligen uit de familie Eulophidae. De wetenschappelijke naam van dit geslacht is voor het eerst geldig gepubliceerd in 1981 door Szelényi.

## Soorten
Het geslacht Parpholema is monotypisch en omvat slechts de volgende soort:
- Parpholema collaris Szelényi, 1981